# World Team Cup 2012
Der 2012 Power Horse World Team Cup war ein Tennis-Mannschaftsturnier, das auf Sandplatz gespielt wurde. Die 35. Auflage des World Team Cup fand vom 20. bis 26. Mai 2012 statt. Ausrichter des World Team Cup ist seit 1978 der Rochusclub in Düsseldorf.
Als Hauptsponsor konnte zum zweiten Mal nach 2011 der Getränkehersteller Power Horse gewonnen werden. Rekordsieger Deutschland war auch 2012 wieder am Start. Im Finale standen sich Tschechien und Serbien gegenüber. Nach zwei Siegen im Einzel sicherte sich Serbien zum zweiten Mal nach 2009 den Titel.

## Blaue Gruppe
| Deutschland                     |
| ------------------------------- |
| Florian Mayer (ATP 18)          |
| Philipp Kohlschreiber (ATP 34)  |
| Philipp Petzschner (ATP 66)     |
| Christopher Kas (ATP 22 Doppel) |

| Serbien                       |
| ----------------------------- |
| Janko Tipsarević (ATP 10)     |
| Viktor Troicki (ATP 25)       |
| Nenad Zimonjić (ATP 6 Doppel) |
| Miki Janković (ATP 887)       |

| Kroatien                    |
| --------------------------- |
| Ivo Karlović (ATP 42)       |
| Ivan Dodig (ATP 59)         |
| Lovro Zovko (ATP 89 Doppel) |
| Nikola Mektić (ATP 377)     |

| Russland                 |
| ------------------------ |
| Alex Bogomolow (ATP 39)  |
| Dmitri Tursunow (ATP 65) |
| Igor Andrejew (ATP 78)   |
| Igor Kunizyn (ATP 89)    |

## Rote Gruppe
| Argentinien                    |
| ------------------------------ |
| Juan Ignacio Chela (ATP 32)    |
| Carlos Berlocq (ATP 37)        |
| Leonardo Mayer (ATP 68)        |
| Juan Pablo Brzezicki (ATP 433) |

| Japan                 |
| --------------------- |
| Gō Soeda (ATP 79)     |
| Tatsuma Itō (ATP 81)  |
| Bumpei Satō (ATP 785) |

| Tschechien                       |
| -------------------------------- |
| Tomáš Berdych (ATP 7)            |
| Radek Štěpánek (ATP 28)          |
| František Čermák (ATP 22 Doppel) |

| Vereinigte Staaten     |
| ---------------------- |
| Andy Roddick (ATP 34)  |
| Ryan Harrison (ATP 57) |
| James Blake (ATP 69)   |

## Round Robin

### Blaue Gruppe

#### Tabelle
| Rang | Team        | Punkte | Matche | Sätze |
| ---- | ----------- | ------ | ------ | ----- |
| 1    | Serbien     | 3-0    | 6-3    | 12-7  |
| 2    | Deutschland | 2-1    | 7-2    | 15-6  |
| 3    | Russland    | 1-2    | 3-6    | 7-13  |
| 3    | Kroatien    | 0-3    | 2-7    | 6-14  |

#### Ergebnisse
- Deutschland –  Russland 3:0
- Serbien –  Kroatien 2:1
- Deutschland –  Kroatien 3:0
- Serbien –  Russland 2:1
- Serbien –  Deutschland 2:1
- Russland –  Kroatien 2:1

### Rote Gruppe

#### Tabelle
| Rang | Team               | Punkte | Matche | Sätze |
| ---- | ------------------ | ------ | ------ | ----- |
| 1    | Tschechien         | 3-0    | 7-2    | 16-8  |
| 2    | Argentinien        | 2-1    | 7-2    | 16-7  |
| 3    | Vereinigte Staaten | 1-2    | 2-7    | 6-15  |
| 4    | Japan              | 0-3    | 2-7    | 7-15  |

#### Ergebnisse
- Argentinien –  Vereinigte Staaten 3:0
- Tschechien –  Japan 2:1
- Argentinien –  Japan 3:0
- Tschechien –  Vereinigte Staaten 3:0
- Tschechien –  Argentinien 2:1
- Vereinigte Staaten –  Japan 2:1

## Finalrunde

### Tschechien – Serbien 0:3
| Tomáš Berdych    | – | Janko Tipsarević      | 5:7, 6:78     |
| Radek Štěpánek   | – | Viktor Troicki        | 6:2, 4:6, 3:6 |
| Berdych / Čermák | – | Tipsarević / Zimonjić | 3:6, 1:6      |

| Sieger des Power Horse World Team Cup 2012 |
| ------------------------------------------ |
| Serbien                                    |